# Тетулия
Тетулия (бенг. তেতুলিয়া, англ. Tetulia) — город на крайнем севере Бангладеш, с 1993 года является административным центром одноимённого подокруга. Площадь города — 4,23 км². По данным переписи 1991 года, уровень грамотности населения — 45,7 % (при среднем по Бангладеш показателе 43,1 %). 